# Eriauchenius
Eriauchenius – rodzaj pająków z rodziny Archaeidae. Występuje endemicznie w krainie madagaskarskiej. Obejmuje 20 opisanych dotąd gatunków.

## Morfologia
Pająki te osiągają od 1,64 do 6,72 mm długości ciała. Ubarwienie karapaksu i sternum jest pomarańczowobrązowe do rudobrązowego. Na karapaksie występują rozgałęziające się szeregi białych, umieszczonych na małych wzgórkach szczecinek. Część głowowa karapaksu jest wydłużona ku górze i niżej przewężona, przypominając głowę na długiej szyi. Oczy przednio-środkowe są większe niż oczy pozostałych par. Oczy przednio-boczne stykają się z tylno-bocznymi. Między karapaksem i biodrami leży długi skleryt. Sternum jest dłuższe niż szerokie i powykrawane wokół bioder. Endyty są zbieżne i zaopatrzone w spiczastą serrulę. Na grzbietowej stronie wargi dolnej występuje para bocznych wyrostków. Przy nasadach szczękoczułków występuje para małych, okrągławych sklerytów, a między szczękoczułkami jeden skleryt trójkątny i biegnący wzdłuż niego skleryt dodatkowy. Szczękoczułki mają na przedzie guzek z kolcem, a na bokach listewki służące strydulacji wraz z włoskami na przednio-bocznych częściach nogogłaszczków. Nogogłaszczki samicy wieńczy pojedynczy pazurek. Odnóża kroczne są rudobrązowe, pomarańczowobrązowe lub jasnobrązowe, często z ciemnobrązowym obrączkowaniem, najlepiej zaznaczonym na goleniach. Najdłuższe są odnóża pierwszej pary, a najkrótsze trzeciej pary. Na spodach nadstopi dwóch ostatnich par występują grupki zmodyfikowanych szczecinek.
Opistosoma u części gatunków jest owalna, natomiast u pozostałych ma na grzbiecie wyrostek nadający jej zarys trójkątny. Pigmentację ma fioletowawą do ciemnobrązowej. Na jej powierzchni rosną grube szczecinki barwy białej lub brązowej. Płytka grzbietowa opistosomy zaopatrzona jest w listewki i u samców niektórych gatunków zachodzi na jej część przednią, tworząc skutum. Na spodzie opistosomy u samic występują osobno płytka płciowa i para zesklerotyzowanych wieczek płuc książkowych. U samców płytki te zlewają się w jedną brzuszną płytkę epigastryczną, czasem scaloną także z płytką grzbietową. Kądziołki przędne otoczone są pierścieniem. Stożeczek jest mięsisty lub szczątkowo rozwinięty.
Nogogłaszczki samców nie mają apofiz na udach, rzepkach, goleniach i cymbium. Większość gatunków ma na bulbusie zamknięty dołek, wokół którego układa się konduktor. Pozostałe mają odkryty embolus okręcony konduktorem. Embolus może być zesklerotyzowany całkowicie lub tylko na wierzchołku. Większość gatunków ma w bulbusie skleryt dodatkowy, a niektóre apofizę medialną. Samice cechują się torebką kopulacyjną zawierającą łukowatą lub zaopatrzoną w tylne rozszerzenie czy szpice na wierzchu, u większości gatunków wyposażoną w boczne skrzydełkowate rozszerzenia grzbietową płytkę zesklorotyzowaną.

## Ekologia i występowanie
Rodzaj ten występuje endemicznie na Madagaskarze. Jego przedstawicieli spotyka się przede wszystkim w pierwotnych, nizinnych i górskich lasach deszczowych. Pojedyncze gatunki znajdywano w zakrzewieniach i wiecznie zielonych lasach wtórnych. Bytują na niskiej roślinności, w ściółce i pod butwiejącymi kłodami. Gatunki o drugiej parze odnóży dłuższej niż czwarta zasiedlają roślinność, podczas gdy te o czwartej parze odnóży dłuższej niż druga przystosowane są do bytowania w ściółce.

## Taksonomia
Rodzaj ten wprowadzony został w 1881 roku przez Octaviusa Pickarda-Cambridge’a. W 1895 roku Eugène Simon zsynonimizował go z rodzajem Archaea. W 1967 roku Pekka Lehtinen zaproponował przywrócenie rodzaju Eriauchenius, jednak w 1984 roku propozycję tę odrzucili Ray Forster i Norman I. Platnick. W 2004 roku uargumentowanego przywrócenia rodzaju Eriauchenius dokonał Jörg Wunderlich i taka klasyfikacja została zaakceptowana przez World Spider Catalogue. W 2018 roku Hannah M. Wood i Nikolaj Scharff dokonali rewizji taksonomicznej rodzaju, opisując liczne nowe gatunki.
Do rodzaju tego zalicza się 20 opisanych dotąd gatunków:

- Eriauchenius andriamanelo Wood et Scharff, 2018
- Eriauchenius andrianampoinimerina Wood et Scharff, 2018
- Eriauchenius bourgini (Millot, 1948)
- Eriauchenius fisheri (Lotz, 2003)
- Eriauchenius goodmani Wood et Scharff, 2018
- Eriauchenius harveyi Wood et Scharff, 2018
- Eriauchenius lukemacaulayi Wood et Scharff, 2018
- Eriauchenius mahariraensis (Lotz, 2003)
- Eriauchenius milajaneae Wood et Scharff, 2018
- Eriauchenius milloti Wood et Scharff, 2018
- Eriauchenius pauliani (Legendre, 1970)
- Eriauchenius rafohy Wood et Scharff, 2018
- Eriauchenius ranavalona Wood et Scharff, 2018
- Eriauchenius rangita Wood et Scharff, 2018
- Eriauchenius ratsirarsoni (Lotz, 2003)
- Eriauchenius rixi Wood et Scharff, 2018
- Eriauchenius sama Wood et Scharff, 2018
- Eriauchenius workmani O. Pickard-Cambridge, 1881
- Eriauchenius wunderlichi Wood et Scharff, 2018
- Eriauchenius zirafy Wood et Scharff, 2018